# Plectrocnemia renetta
Plectrocnemia renetta är en nattsländeart som beskrevs av Malicky 1975. Plectrocnemia renetta ingår i släktet Plectrocnemia och familjen fångstnätnattsländor. Inga underarter finns listade i Catalogue of Life.